# Warberg
Warberg est une municipalité allemande du land de Basse-Saxe et l'arrondissement de Helmstedt. En 2014, elle comptait 880 hab.

## Géographie
La rivière de Dymel traverse la ville.

## Personnalités liées à la commune
- Herman von Warberg, commandeur des maisons de l'Hôpital de Saint-Jean de Jérusalem dans la Saxe (1358)[1].